# Kruesz Krizosztom
Kruesz Krizosztom vagy Kruesz Károly Krizosztom (eredetileg Kruesz Károly) (Völgyfalva, 1819. január 21. – Sopron, 1885. január 11.) bencés szerzetes, pannonhalmi főapát, pedagógus, a Magyar Tudományos Akadémia tiszteleti tagja. 1865-től haláláig pannonhalmi főapát, a pannonhalmi tanárképzés elindítója volt.

## Életútja
Egyszerű sorból származott, szülei földművesek voltak, de apja kereskedéssel is foglalkozott. 1829-től a győri katolikus főgimnáziumban tanult, majd 1835-ben belépett a pannonhalmi Szent Benedek-rendbe, ekkor vette fel a Krizosztom szerzetesi nevet. Próbaévét követően 1836-tól a győri bencés tanintézetben hallgatott bölcseletet, 1838–1839-ben pedig a bakonybéli bencés kolostorban, Guzmics Izidor apát vezetésével görög, latin és magyar irodalmat, pedagógiát, esztétikát és oklevéltant tanult. Győrben a tankerületi főigazgatóság előtt 1839-ben gimnáziumi tanári vizsgát tett. Ezt követően négy évig ismét Bakonybélben tanult, ezúttal teológiát, bölcseletet, történelmet, matematikát és fizikát. Időközben 1840-ben a Pesti Tudományegyetemen filozófiából, történelemből, mennyiség- és természettanból bölcsészdoktori oklevelet is szerzett.
1840-ben tett szerzetesi fogadalmat, 1843-ban pappá szentelték. 1843-tól 1845-ig a pozsonyi katolikus főgimnázium nyelvészeti osztályaiban tanított mennyiségtant és fizikát, majd 1848-ig a Győri Papnevelő Intézet természetrajztanára volt. 1848-ban a Pozsonyi Akadémiára nevezték ki a természettan rendes tanárává. A szabadságharc során rokonszenvezett a forradalmi célokkal, ezért a nemzeti küzdelem leverését követően személyét támadások érték és megpróbálták eltávolítani tanári állásából. A bencések végül elhagyták a várost, így 1850-től Kruesz a Pannonhalmi Szent Gellért Főiskolán oktatott természettant. Ezzel párhuzamosan 1861-től 1865-ig az újjászervezett pozsonyi katolikus főgimnázium igazgatói feladatait is ellátta. 1865 szeptemberétől – a pápai kinevezést 1866-ban kapta meg – haláláig látta el a pannonhalmi főapáti tisztséget. Főapáti címének köszönhetően 1865-től a főrendiház tagja volt.

## Munkássága
Főapáti irányítása alatt nagy hangsúlyt helyezett a pannonhalmi szerzetesi közösség és az egyetemes bencés rend, valamint a római katolikus egyház közötti kapcsolatok fejlesztésére, 1870-ben részt vett az első vatikáni zsinaton is. Nevéhez fűződik a Pannonhalmi Szent Gellért Főiskolában a tanárképzés 1866. évi elindítása, az itt végzett növendékek diplomáját 1884-től államilag érvényes tanári oklevélnek fogadták el. Sokat tett a környező plébániákon folyó népoktatás ügyéért. 1867-től rendszeres fizikai ankéteket tartott Pannonhalmán a rend fizikusai – köztük nemegyszer Jedlik Ányos – részvételével. Emellett a vagyonkezelés központosításával és szabályozásával jövedelmezőbbé tette az apátság birtokain folyó gazdálkodást, s a gazdatisztek és a cselédség járandóságának felemelésére is gondot fordított. Megbízása alapján, Storno Ferenc tervei szerint 1868 és 1886 között újították fel a pannonhalmi bazilikát.
Már bakonybéli tanulóévei alatt foglalkozott természettudományokkal, ez irányú érdeklődése pedagógusi munkáját is meghatározta. Több kémiai tankönyvet és vegytani munkafüzetet írt, illetve Kühn Rajmunddal együtt magyar nyelvre dolgozta át Simon Šubič természettani tankönyvét (Természettan, 1862). 1874-ben ő elnökölte a Magyar Orvosok és Természetvizsgálók Körének Győrött megrendezett tizenhetedik nagygyűlését. A főrendiházban gyakran hallatta hangját tanügyi kérdésekben, 1883-as felsőházi beszédében az érettségi vizsga eltörlése mellett foglalt állást.
Tankönyvei és egyházi beszédei mellett kisebb egyháztörténeti, teológiai, természettudományi és politikai írásai jelentek meg különböző folyóiratokban. Az 1850-es években az Ifjusági Plutarch című iskolai értesítőben neves teológusok és természettudósok (Albertus Magnus, Roger Bacon, Tycho Brahe, Johannes Kepler, Hell Miksa) életrajzai jelentek meg a tollából. Munkatársa volt az Egyetemes magyar encyclopaediának is.

### Társasági tagságai és elismerései
1878-ban a Magyar Tudományos Akadémia tiszteleti tagjává választották, utóbb 5000 forintos adománnyal segítette a tudós társaság munkáját.
1869-től a Szent István-rend lovagja, 1881-től valóságos belső titkos tanácsosi cím viselője volt. 1881-ben a Budapesti Tudományegyetem teológiai díszdoktorává avatták.

## Főbb művei
- A szervetlen és szerves vegytan rövid vázlata: A felgymnasiumi ifjuság számára. Pest, 1865
- A rendtársakhoz. Pest, 1865 (főapáti székfoglalója)
- Encyclica quadragesimalis pro anno 1866. Pest, 1866
- A nagyböjt alkalmából. Pest, 1866–1867
- A pannonhalmi főapát körlevele az elemi népiskolák ügyében. Komárom, 1869
- Rómának az olaszok által történt kiostromoltatása alkalmából. Komárom, 1871
- Pannonhalma. In: Archaeologiai Értesítő, 1871
- A vegytan alapvonalai: A főgymnasiumi ifjuság használatára. Átd. Fehér Ipoly. Pest, 1872
- Győrmegye éghajlata és földdelejessége. In: Győrmegye és városa egyetemes leírása. Budapest, 1874
- Az egyházi búcsú kihirdetése alkalmából. Komárom, 1875
- Főpásztori szózat a keresztény hívekhez. Komárom, 1877
- A jelenkor bajairól. Győr, 1879

## További irodalom
- Hollósy Jusztinián: Emlékbeszéd Dr. Kruesz Károly Krizosztom a M. T. Akadémia tiszt. tagja felett. Budapest: Magyar Tudományos Akadémia, 1886
- Jordán Emil: Kruesz Krizosztom pannonhalmi főapát tanügyi munkássága. Budapest, 1939
- Sólymos László Szilveszter: Kruesz Krizosztom (1865–1885). Budapest, 1990
- Sólymos László Szilveszter: Kruesz Krizosztom pannonhalmi főapát (1865–1885) egyénisége, szerzetesi és lelkipásztori működése; METEM–Historia Ecclesiastica Hungarica Alapítvány, Budapest, 2018 (Pannonhalmi apátok és főapátok)